# Wilhelm Engels
Wilhelm Engels (* 1873; † 1953) war ein Heimatforscher und Schulrektor aus Remscheid. Von ihm stammen eine Reihe von Publikationen über das Bergische Land. Er untersuchte unter anderem die Bergisch-Märkische Landwehr mit dem Ergebnis, dass sie vermutlich spätmittelalterlichen Ursprungs ist. Er widerspricht damit den Ergebnissen von Jacob Schneider und Johann Viktor Bredt.

## Schriften
- Aus der Geschichte der Remscheider Stadtkirche und ihres Kirchspiels., Verlag der Evangelischen Kirchgemeinde Remscheid 1926
- Die Landwehren in den Randgebieten des Herzogtums Berg, In: Zeitschrift des Bergischen Geschichtsvereins (ZBGV), 66. Band, Jahrgang 1938, Seiten 67–278, Verlag Martini & Grüttefien, Elberfeld
- Die Elberfelder Landwehr. In: Mitteilungen des Bergischen Geschichtsvereins, 1 (1932), S. 40–43.
- Die Bauart der bergischen Landwehren. In: ZBGV 62. Band (1934), S. 73–77.
- Die Landwehr Ibachtal-Leppetal und die Frielingsdorfer Pforte. In: Rheinische Vierteljahrsblätter (RV) 5 (1935), S. 148–159.
- Die Barmer Landwehr. In: ZBGV 63. Band  (1935), S. 78–90.
- Landwehren und Landesgrenzen. In: RV 9 (1939)1, S. 149–153.
- Der freie Hof Kotthausen und die übrigen Sattelgüter im Gebiet des Amtes Beyenburg. In: ZBGV 67. Band  (1939), S. 20–28.
- Grenzstreitigkeiten im Osten des märkischen Amtes Neustadt und Auseinandersetzungen über die dortigen Landwehren (16. Jahrhundert). In: RV 13 (1948), S. 200–205.
- Die Instandsetzung und Ergänzung der Landwehren im Herzogtum Jülich zur Zeit des Spanisch-Niederländischen Krieges. In: Zeitschrift des Aachener Geschichtsverein, 60 (1939). S. 189–199
- Zusammen mit Paul Legers: Aus der Geschichte der Remscheider und Bergischen Werkzeug- und Eisen-Industrie, Remscheid 1928

| Personendaten    | Personendaten                            |
| ---------------- | ---------------------------------------- |
| NAME             | Engels, Wilhelm                          |
| KURZBESCHREIBUNG | deutscher Heimatforscher und Schulrektor |
| GEBURTSDATUM     | 1873                                     |
| STERBEDATUM      | 1953                                     |